# Ајрон Гејт (Вирџинија)
Ајрон Гејт (енгл. Iron Gate) град је у америчкој савезној држави Вирџинија. По попису становништва из 2010. у њему је живело 388 становника.

## Демографија
Према попису становништва из 2010. у граду је живело 388 становника, што је 16 (4,0%) становника мање него 2000. године.
| Група             | 2000.       | 2010.       |
| Белци             | 382 (94,6%) | 365 (94,1%) |
| Афроамериканци    | 21 (5,2%)   | 15 (3,9%)   |
| Азијати           | 0 (0,0%)    | 0 (0,0%)    |
| Хиспаноамериканци | 0 (0,0%)    | 4 (1,0%)    |
| Укупно            | 404         | 388         |